# Карпеко Олександр Олександрович
Олекса́ндр Олекса́ндрович Карпе́ко (нар. *3 (16) листопада 1891, м.  Кролевець — пом. 1969, Чернігівщина) — український радянський педагог.
Ректор  Київського інституту народної освіти (1924—1925) (нині — Київський національний університет імені Тараса Шевченка), ректор Київського інституту народного господарства (1927), ректор Ніжинського інституту народної освіти (1922—1924).

## Дитинство і навчання
Народився 3 (16) листопада 1891 у м. Кролевець Чернігівської губернії (нині — місто в Сумській області). За національністю — українець. Батько його мав нижчу домашню освіту і працював на пошті Кролевця. Мати була домогосподаркою, мала початкову освіту.
У 1892—1899 батька направили на службу у поштовому відділенні села Блинні Кучі Рославського повіту на Смоленщині. Тут у сільській школі письменства Олександр розпочав свою освіту, а закінчував школу 1901 року у селі Холм Більського повіту Смоленщини. Згодом сім'я переїхала до міста Біле, де він поступив до гімназії, в якій навчався 4 роки.
1906 року з виходом батька на пенсію через хворобу сім'я, яка налічувала 13 чоловік, переїхала у Новгород-Сіверський. Олександр тут давав приватні уроки, щоб матеріально підтримати сім'ю і продовжував вчитись у гімназії, яку закінчив 1910 року.
1910—1914 — навчається в Ніжинському історико-філологічному інституті (відділення класичної філології). Тут він прослухав курси лекцій з філософії, педагогіки, історії, богослов'я, грецької, римської, російської словесності, вивчав німецьку та французьку мови.

## Педагог, державний діяч УРСР
Після захисту дипломної роботи на тему «К вопросу о характере и происхождении греческой сатирической драмы» мав за рекомендацію інституту їхати до Лейпцига на 2 роки з науковою метою. Але через війну довелось відмовитись від поїздки і він почав вчителювати в Острозькій чоловічій гімназії Воронезької губернії. В цей час він опублікував наукову працю «Античные мотивы (Опыт исследования античных мифов)».
В 1917 вступив до КП(б)У. Продовжуючи роботу в школі також перебував на керівних посадах у системі освіти Воронезької губернії.
1919—1921 — на партійній і викладацькій роботі на Донбасі (Юзівка, Костянтинівка, Бахмут).
1921—1922 — декан факультету соціального виховання, 1922—1924 — ректор, завідувач кафедри історії культури, науковий співробітник науково-дослідної кафедри історії культури та мови Ніжинського інституту народної освіти. З 1922 року здійснював викладання української мовою. Зберігав толерантне ставлення до дореволюційних професорів.
23.06.1924-27.11.1925 (за іншими даними до 1 січня 1926) — ректор, згодом — професор  Київського інституту народної освіти (нині — Київський національний університет імені Тараса Шевченка), де він викладав «історію революційного руху на Україні й в Росії».
1925 — член, 1926—1927 — завідувач відділу агітації та пропаганди Київського окружного комітету КП(б)У.
З 16 лютого по 5 грудня 1927 року — ректор Київського інституту народного господарства.
У 1927—1930 роках — завідувач відділу агітації та пропаганди Сталінського окружного комітету КП(б)У.
1930—1931 — заступник завідувача відділу агітації та пропаганди ЦК КП(б)У.
У 1931 — 28 лютого 1933 року — перший заступник народного комісара освіти УСРР.
1933—1934 — голова Радіокомітету при РНК УСРР і відповідальний редактор журналу «Комуністична освіта».

## Переслідування 1930-х років
Будучи членом політичної команди М. О. Скрипника і беручи участь в проведенні політики українізації зазнав переслідувань з боку сталінського режиму. Літературознавець Іван Кошелівець у книзі про Миколу Скрипника згадував: «Наприклад, першим заступником його в НКО був Олександер Карпеко, якого він запримітив у якості агітпропа окрпарткому як активного українізатора зрусифікованої Донеччини.»
За деякими джерелами був виключений з партії у 1934 році і заарештований, загинув у сталінських таборах, проте насправді за порадою старших партійців переїхав до Росії, чим зберіг собі життя.

## Вимушений від'їзд з України
1935—1937 — очолює культмасову роботу на Уралі. З 1937 — на керівних господарських посадах на Кубані (під час другої світової війни очолював там партизанський загін).
1945—1950 — директор Краснодарського, 1950—1956 — декан факультету іноземних мов Воронезького педінститутів. Під час роботи в Краснодарі співпрацював з українським педагогом Антоном Синявським, який викладав у місцевому педінституті в 1949—1950 роках.

## Повернення на батьківщину
На пенсію вийшов 1956 року. Останні роки життя мешкав на Чернігівщині.
Пішов з життя 1969 року.

## Наукова робота
До сфери наукових інтересів О. Карпеко входили класична філологія, організація системи освіти, педагогіка. Опублікована наукова спадщина Олександра Карпеко складає понад 100 праць.
Залишив спогади у 5-ти томах: «Задолго до рассвета», «Там, где учился Гоголь», «Киевский институт народного образования», «Партизанские тропы», «Краснодарский педагогический институт» (1963), які зберігаються в музеї Ніжинського університету.

## Особисте життя
Про його особисте життя відомо небагато. В особовій справі 1927 року він зазначав, що на його утриманні перебуває 30-річна дружина і 8-річна донька.